# دوغ بودن
دوغ بودن (بالإنجليزية: Doug Bowden) هو موجه قوارب ‏ أسترالي، ولد في 24 نوفمبر 1906 في Glebe, New South Wales ‏ في أستراليا، وتوفي في 20 أبريل 1996 في Lindfield, New South Wales ‏ في أستراليا.